# Innere Neustadt (Dresden)
Innere Neustadt (dansk oversættelse: Indre Nystad) er en bydel i Dresden inden for det administrative distrikt Neustadt. Navnet er afledt af “Neue Königliche Stadt” (Nye Kongelige By) og blev givet til det tidligere distrikt Altendresden, da byen blev genopført efter en brand før år 1732. I kontrast til Äußere Neustadt (Ydre Nystad) var Innere Neustadt inden for byens befæstningsværk og er af denne årsag også kendt som den historiske Neustadt.

## Beliggenhed
Innere Neustadt er beliggende i det administrative distrikt Neustadt, nord for og på den anden side af Elben i forhold til Innere Altstadt.
Elben former en lukkende bue omkring Innere Neustadt, og fire broer krydser Elben og forbinder distriktet med Elbens sydlige bred. Af disse fire broer er kun Augustusbrücke historisk. Gaderne, der leder hen til broerne, krydser Innere Neustadt og forenes på Albertplatz (oprindeligt kaldt Bautzner Platz) i distriktets nordlige ende.

## Kulturelle og arkitektoniske landemærker
Kulturelt (siden den tyske genforening i 1989) har Neustadt været forbundet med modkulturer og anti-autoritære bevægelser, hvilket kan ses i den meget store mængde street art og graffiti, som i høj grad karakteriserer den lokale gadescene.
Flere af Dresdens kulturelle institutioner og museer ligger inden for Innere Neustadt. Mod nord på Albertplatz ligger Erich Kästner Museum, og mod syd, huset i Japanisches Palais, er Dresdens Museum for Etnologi. På Hauptstraße er Dresdens Fodboldmuseum, bygningen Kügelgenhaus og Dresdens Museum for Romanticisme. I Rähnitzgasse er Kunsthaus Dresden, og tæt derpå er Societaetstheater beliggende. Jägerhof-bygningen er hjemsted for Museum for Sachisk Folkekunst og Staatliche Kunstsammlungen Dresdens dukketeatersamling.
Større kulturelle events bliver også afholdt i Innere Neustadt, herunder byens festival og Filmnächte, som afholdes på Elben-flodens breder om sommeren.
Innere Neustadt indeholder også mange vigtige bygninger som en del af Dresden. Genopførelsen af bydelen i 1732 blev udført i barokstil. Barokke byhuse kan stadig findes, primært på Königstraße. En af bygningerne er urørte siden år 1733 og er beliggende på Großen Meißner Straße 13. Det historisk vigtige kompleks af bygninger overlede krigstidens bombardementer af Dresden, og er nu en central del af det, der på nuværende tidspunkt er Hotel Bellevue.
Dreikönigskirche, ødelagt og genopbygget flere gange, var sæde for det sachsiske parlament fra 1990 til 1993. Langs Elben-flodens breder er regeringsbygninger, i det såkaldte “regeringskvarter, og Japanisches Palais beliggende.
Den meget kendte statue af August den Stærke (kendt lokalt som Golden Rider) står på Hauptstraßes sydlige ende.

## 2. Verdenskrig
Ødelæggelserne inden for Neustadt i februar 1945 var store, men ikke så omfattende som inden for Altstadt mod syd. Genopbygningen respekterede det originale gadenetværk, men arkitektonisk typisk for 1960’erne og reflekterer ikke Dresdens oprindelige karakter (omend den accepterede de oprindelige højdeforhold). I særdeleshed viser Haupstraße meget få spor på byens historie. Det vestlige distrikt omkring Konigstraße overlevede mere succesfuldt og bibeholder størstedelen af dens historiske karakter.
Indtil 1945 var det store Neustädter Rathaus beliggende på Neustädter Markt. Efter dens ødelæggelse blev rådhuset ikke genopbygget, men et Plattenbau-kompleks tog dets plads i stedet. Et initiativ er blevet grundlagt med det mål at genopføre rådhuset og det historiske Neustädter Markt.

## Trafik og infrastruktur
De vigtigste gader er: Hauptstraße (en gågade), med forbindelse til Augustusbrücke; Albertstraße, med forbindelse til Carolabrücke; og Königstraße. Biveje inkluderer Antonstraße (forlængelsen af Marienbrücke), Bautzner Straße og Große Meißner Straße.
Sammenlagt kører der otte sporvogne i to øst/vest og tre nord/syd ruter. Det vigtigste center for sporvognstrafikken er Albertplatz. Udover buslinje 81, som forbinder Innere Neustadt ved Neustadt togstation, servicerer ingen buslinjer dette distrikt, kun regionale busser.
Innere Neustadt er afgrænset i vest af jernbaneviadukten, der holder toglinjen mellem Dresden og Leipzig. Togstationen Dresden-Neustadt i distriktets nordvestlige del er betjent af lokale og langdistance tog.

## Virksomheder og administration
De vigtigste økonomiske sektorer i Innere Neustadt er gastronomi og detailhandel. Som i Innere Altstadt, er mange af byens hoteller og restauranter beliggende i denne del af den centrale by. Det største hotel er Hotel Bellevue, en del af kæden Westin-hotelkæden under Marriott International. Både Königstraße og Hauptstraßse er vigtige shoppingområder i Dresdens centrum.
Sächsische Staatskanzlei og alle ministerierne i Freistaat Sachsen er centreret om Carolaplatz og danner derved regeringskvarteret. På nuværende tidspunk er der otte ministerier i historiske såvel som nyopførte bygninger. Statsarkivet er også beliggende i regeringskvarteret.
Det lokale kommunekontor for hele det administrative distrikt Neustadt (både Innere og Äußere) er beliggende i denne del af byen.
51°03′30″N 13°44′30″Ø / 51.0583°N 13.7417°Ø